# Kanton Boulogne-Billancourt-Nord-Est
Kanton Boulogne-Billancourt-Nord-Est is een voormalig kanton van het Franse departement Hauts-de-Seine. Kanton Boulogne-Billancourt-Nord-Est maakte deel uit van het arrondissement Boulogne-Billancourt en telde 26.824 inwoners (1999).
Het werd opgeheven bij decreet van 24 februari 2014, met uitwerking in maart 2015

## Gemeenten
Het kanton Boulogne-Billancourt-Sud omvatte enkel en deel van de gemeente Boulogne-Billancourt.